# College Swing
College Swing (Brasil: Jazz Academia ) é um filme estadunidense de 1938, do gênero comédia musical, dirigido por Raoul Walsh e estrelado por George Burns e Gracie Allen. O roteiro teve a participação (não creditada) de Preston Sturges. Frank Loesser compôs sete canções para o filme, em parceria ora com Hoagy Carmichael, ora com Burton Lane, ora com Manning Sherwin. Segundo o crítico Leonard Maltin, elas são "esquecíveis".
Ken Wlaschin colocou o filme entre os dez melhores da carreira de um Bob Hope ainda coadjuvante.

## Sinopse
Em 1738, um pacto é celebrado entre o patriarca da família Alden e um respeitável colégio: a primeira mulher da família que, nos próximos 200 anos, conseguisse ser diplomada pela instituição teria a posse dela. Os anos passam e as Alden continuam a ser reprovadas uma a uma, até que, em 1938, a última delas, Gracie, ciente de sua ignorância, contrata o professor Bud Brady para ajudá-la a passar nos exames e, assim, finalmente obter a posse do colégio. Depois de ser bem sucedida, no entanto, ela o transforma em escola de diversão, com muita música e dança, o que o leva em direção à ruína.

## Elenco
| Ator/Atriz            | Personagem       |
| --------------------- | ---------------- |
| George Burns          | George Jonas     |
| Gracie Allen          | Gracie Alden     |
| Martha Raye           | Mabel Grady      |
| Bob Hope              | Bud Brady        |
| Edward Everett Horton | Hubert Dash      |
| Florence George       | Ginna Ashburn    |
| Ben Blue              | Ben Volt         |
| Betty Grable          | Betty            |
| Jackie Coogan         | Jackie           |
| John Payne            | Martin Bates     |
| Robert Cummings       | Locutor de rádio |